# Guga (futebolista)
Alexandre da Silva, mais conhecido como Guga (Rio de Janeiro, 14 de junho de 1964), é um ex-futebolista brasileiro, que atuava como atacante.

## Carreira
Guga iniciou a carreira no começo da década de 1980 na Cabofriense, depois em 1984 passou pelo Juventus-AC, Esmeraldas Petrolero do Equador, Itabuna, Atlético-MG, Flamengo e Goiás, onde fez parceria no ataque com Túlio Maravilha.
Foi contratado pelo Internacional em 1990, onde permaneceu por apenas 6 meses, atuando em alguns poucos jogos do Campeonato Brasileiro.
Contratado no fim de 1991 junto a Internacional de Limeira, após ser vice-artilheiro do Campeonato Paulista, teve uma passagem marcante pelo Santos FC. Estreou em 29 de janeiro de 1992, no empate em 1x1 contra o São Paulo, válido pelo Campeonato Brasileiro.
Com a saída de Paulinho McLaren para o português Porto, Guga herdou a camisa 9 e a referência do ataque.
É o maior goleador contra o Corinthians depois da era Pelé. Foram oito gols e três vitórias contra sua maior vitima. Também no clássico marcou um dos gols mais bonitos da carreira, de bicicleta.
Ao total pelo Santos foram 73 gols em 156 jogos, entre 1992 e 1994, e a artilharia do Campeonato Brasileiro de 1993, com 14 gols – números que lhe renderam a Bola de Prata Placar e o Prêmio Charles Miller.
Em 1995, o novo mandatário Samir Abdul Hack resolveu fazer uma reformulação no elenco do Santos, dispensando os atletas de maiores salários, e com isto Guga acabou saindo do clube e foi para o Botafogo.
No Botafogo, a dupla com Túlio não funcionou e Guga acabou indo para o banco. Para o Brasileirão, o Botafogo trouxe outro atacante, Donizete, e vendo que não iria ter espaço na equipe, Guga resolveu aceitar uma proposta do Al-Ahli Jeddah, da Arábia Saudita, e deixou o Fogão.
Em 1997, foi contratado pelo Bahia, onde no Campeonato Brasileiro foi bem e foi o artilheiro da equipe no torneio. Depois já em 1998, no estadual, foi campeão, mas não repetiu as atuações e perdeu espaço no grupo.
Depois de encerrar a carreira aos 37 anos jogando pelo Cabofriense, em 2001, investiu em lotéricas. Porém, depois de ser assaltado 10 vezes em três anos, desistiu e foi para Angra dos Reis, onde conduz passeios turísticos de escuna.

## Títulos
Juventus-AC
- Campeonato Acreano: 1984

Esmeraldas Petrolero
- Segunda divisão equatoriana: 1984

Atlético MG
- Campeonato Mineiro: 1988

Bahia
- Campeonato Baiano: 1998

Athletico-PR
- Copa Paraná: 1998

### Prêmios individuais
Santos
- Artilheiro do Campeonato Brasileiro de 1993 (14 gols)[23]
- Bola de Prata da revista Placar: 1993
- Seleção do Campeonato Brasileiro de 1993
- Troféu Charles Muller de artilheiro em 1993

Inter de Limeira
- Vice-artilheiro do Campeonato Paulista de 1991 com 18 gols.